# Dasein
Да́зайн (нем. Dasein МФА: [ˈdaːzaɪ̯n]о файле) — немецкое философское понятие, обычно ассоциируемое с учением Мартина Хайдеггера. «Дазайн» дословно переводится как «вот-бытие», «здесь-бытие». Обычный его философский и обиходный смысл — «существование», «экзистенция»; так оно и переводится на русский за двумя исключениями: для текстов Гегеля используется перевод «наличное бытие», а в языке Хайдеггера оно считается непереводимым. Варианты перевода: «вот-бытие», «здесь-бытие», «се-бытие», «существование здесь», «присутствие», «бытие присутствия». Также встречается перевод «сиюбытность». Иногда используются транслитерация (как в настоящей статье) и немецкое написание.

## История употребления
В философском смысле термин Dasein использовал ещё Шеллинг в «Системе трансцендентального идеализма» (1800): Das ganze Dasein der Mathematik beruht auf der Anschauung (Все бытие математики полностью основано на созерцании)
Также термин Дазайн в значении существа/существования использует Ницше в работе «Так говорил Заратустра» (1883): Unheimlich ist das menschliche Dasein (жутко человеческое существование — I:7)

## Общий смысл понятия у Хайдеггера
Дазайн — сущее, которое обладает способностью вопрошать о бытии. Дазайн — главное понятие основополагающего труда Хайдеггера Бытие и время. Дазайн — «сущее, в бытии которого речь (дело) идет о самом этом бытии». Согласно А. В. Ахутину, выражение «дело идет…» («es geht um») означает, что Дазайн не просто есть, но «отнесено к своему бытию (…), не просто находится в бытии, но обходится с ним».
Дазайн — это сокровенная способность в человеке, которая понимает бытие вообще.
Дазайн бытийствует как экзистенция.
Через выявление экзистенциальной структуры дазайн человек может обрести смысл бытия.
Эти структуры называются экзистенциалами. Как способ существования человека, экзистенциалы предшествуют категориям и понятиям.
Такое предшествование лежит в основе феномена понимания и является его пред-структурой.
Понимая, человек мыслит. Мысль даёт слово бытию. Мысль реализуется в языке. Язык удерживает открытым «просвет бытия».

В своей статье «Временность дазайн и время бытия» Херрманн даёт следующее указание: 
Решающим для понимания фундаментально-онтологического начинания в «Бытии и времени» является разница, царящая между раскрытостью бытия-вообще и способом, каким Дазайн раскрыто для себя самого в качестве трёхчленной заботы, в исполнении которой открыта раскрытость бытия-вообще.
Хайдеггер подчеркивает, что не следует смешивать понятие дазайн с субъектом: дазайн объективно существует, — это существо, «вовлечённое в мир».

## Ролло Мэй
Экзистенциальный психолог и психотерапевт Р. Мэй переводит термин Dasein с немецкого буквально как «находящийся здесь человек», а сам как эквивалент этому понятию использует понятие человека существующего. В экзистенциальной психологии и психотерапии понятие Dasein определяет бытие человека, причём конкретное (по времени, месту, пространству существования человека) его бытие — «здесь» бытие, которое является моим.